# Mischief Theatre
Mischief Theatre ist eine britische Theatertruppe. Die Comedy-Gruppe ist für schräge und chaotische Produktionen bekannt. Ihr erfolgreichstes Stück ist The Play That Goes Wrong.

## Geschichte
Mischief Theatre wurde im Jahr 2008 von Studenten der London Academy of Music and Dramatic Art in West London gegründet. Gründungsmitglieder sind Henry Lewis, Jonathan Sayer und Henry Shields, die die meisten Stücke zusammen geschrieben haben. Ihre Komödien zeichnen sich durch Slapstick, Wortwitz und Chaos aus.
Markenzeichen der Gruppe ist die Darstellung des fiktiven Amateurtheaters The Cornley Polytechnic Drama Society, dessen Aufführungen von Beginn an chaotisch verlaufen und geprägt von technischen Pannen, vergessenen Texten sowie von absurden Missgeschicken und Bühnenunfällen sind.

## Komödien
- The Play That Goes Wrong (2012)
- Peter Pan Goes Wrong (2013)
- The Comedy About a Bank Robbery (2016)
- Mischief Movie Night (2018)
- Groan Ups (2019)
- Magic Goes Wrong (2019)
- The Comedy About Spies (2025)

In The Play That Goes Wrong inszeniert eine Theatergruppe einen Krimi, wobei die Inszenierung chaotisch und ausgefallen verläuft. Die Komödie wurde ein internationaler Erfolg und lief im Londoner West End wie auch am Broadway und gewann 2015 den Olivier Award für die beste neue Komödie. Das Stück wurde auch im deutschsprachigen Raum zum Erfolg – teils unter dem Originaltitel, teils unter den deutschen Titeln Mord auf Schloss Haversham und Dieses Stück geht schief.
In Peter Pan Goes Wrong (deutscher Titel: Peter Pans Pleiten, Pech und Pannen) wird Peter Pan von J.M. Barries aufgeführt, wobei alles, was schiefgehen kann, auch schiefgeht. The Comedy About a Bank Robbery (deutscher Titel: Komödie mit Banküberfall) zeigt eine rasante Komödie über einen missglückten Bankraub. In Magic Goes Wrong wird Komödie und Zauberkunst kombiniert und gespickt mit schwarzem Humor. The Comedy About Spies ist eine actionreiche Spionagekomödie, die von einem Diebstahl geheimer Waffenpläne handelt.

## Fernsehen
Die Mischief-Stücke wurden auch für das Fernsehen adaptiert. BBC One strahlte Specials wie Peter Pan Goes Wrong und A Christmas Carol Goes Wrong aus. Mitbegründer Henry Lewis war Hauptautor und Darsteller in der Serie The Goes Wrong Show (2019–2021) und moderiert seit 2022 die ITV-Spielshow Riddiculous.